# Martim Fernandes
Martim Moreira Moutinho Fernandes (Valongo, 18 gennaio 2006) è un calciatore portoghese, difensore del Porto.

## Carriera

### Club
Fernandes è cresciuto nel settore giovanile del Porto, con cui ha firmato il primo contratto professionistico nel febbraio del 2022. Il 20 ottobre 2023 ha debuttato in prima squadra nell'incontro di Taça de Portugal vinto 2-0 contro il Vilar de Perdizes.

### Nazionale
Ha giocato nelle nazionali giovanili portoghesi Under-16, Under-17 ed Under-19.

## Statistiche

### Presenze e reti nei club
Statistiche aggiornate al 18 maggio 2024.
| Stagione        | Squadra         | Campionato      | Campionato | Campionato | Coppe nazionali | Coppe nazionali | Coppe nazionali | Coppe continentali | Coppe continentali | Coppe continentali | Altre coppe | Altre coppe | Altre coppe | Totale | Totale | Totale |
| Stagione        | Squadra         | Comp            | Pres       | Reti       | Comp            | Pres            | Reti            | Comp               | Pres               | Reti               | Comp        | Pres        | Reti        | Pres   | Reti   |        |
| --------------- | --------------- | --------------- | ---------- | ---------- | --------------- | --------------- | --------------- | ------------------ | ------------------ | ------------------ | ----------- | ----------- | ----------- | ------ | ------ | ------ |
| 2022-2023       | Porto B         | SL              | 11         | 0          |                 | -               | -               |                    | -                  | -                  |             | -           | -           | 11     | 0      |        |
| 2023-2024       | Porto B         | SL              | 24         | 1          |                 | -               | -               |                    | -                  | -                  |             | -           | -           | 24     | 1      |        |
| 2023-2024       | Porto           | PL              | 4          | 0          | CP+CdL          | 1+0             | 0               | UCL                | 0                  | 0                  |             | -           | -           | 5      | 0      |        |
| Totale carriera | Totale carriera | Totale carriera | 39         | 1          |                 | 1               | 0               |                    | 0                  | 0                  |             | -           | -           | 40     | 1      |        |

## Palmarès

### Club

#### Competizioni nazionali
- Coppa del Portogallo: 1

Porto: 2023-2024
- Supercoppa di Portogallo: 1

Porto: 2024